# Unabhängige Sozialdemokratische Partei Deutschlands

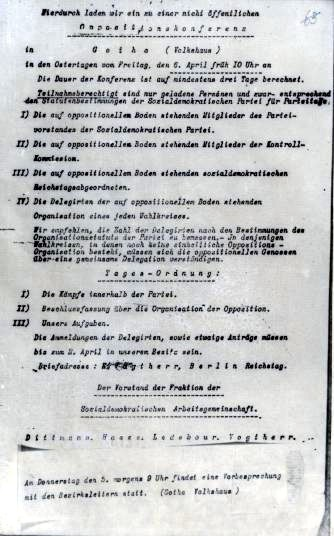
Uitnodiging voor de oprichting van USPD in Gotha

De Unabhängige Sozialdemokratische Partei Deutschlands (USPD, d.i. Onafhankelijke Sociaaldemocratische Partij van Duitsland) was een Duitse socialistische partij (1917–1924). De USPD werd in 1917 gevormd nadat in 1916 enkele linkse leden van de SPD-fractie (Sozialdemokratische Partei Deutschlands) in de Duitse Rijksdag zich van de fractie hadden afgescheiden. Deze groep, die onder leiding stond van Hugo Haase, kon zich om ideologische (pacifistische) redenen niet vereenzelvigen met het SPD-beleid ten aanzien van de Duitse oorlogsdeelname in de Eerste Wereldoorlog. Toentertijd steunde de SPD onder voorzitter Friedrich Ebert de oorlogspolitiek (onder voorbehoud) van de Duitse generale staf, en stemde de SPD-fractie steeds vóór de oorlogskredieten.
De afgescheiden groep noemde zich aanvankelijk de Socialistische Arbeidersgemeenschap, maar wijzigde tijdens een congres te Gotha op 6 april 1917 haar naam in Unabhängige Sozialdemokratische Partei Deutschlands. In tegenstelling tot de reformistische SPD nam de USPD een revolutionair en marxistisch programma aan en beschouwde zij zich als de erfgenaam van de Duitse socialisten August Bebel en Wilhelm Scheidemann. Haar ledental groeide gestaag tot ongeveer 40.000 (ter vergelijking: de communistische Spartacusbond had maar 3.000 leden). In oktober 1918 werd Hugo Haase tot voorzitter gekozen. Haase, een vroegere voorzitter van de SPD en toen tevens lid van haar linkervleugel, behoorde tot de gematigde vleugel van de USPD en was daarom tijdens de Novemberrevolutie een acceptabele gesprekspartner voor de sociaaldemocratische rijkskanselier Friedrich Ebert, tijdens de coalitieonderhandelingen van 9 november 1918, toen er een voorlopige regering, de Raad van Volkscommissarissen, tot stand kwam, bestaande uit 3 SPD'ers en 3 USPD'ers. Naast Hugo Haase namen ook Emil Barth en Wilhelm Dittmann namens de USPD zitting in de regering.
Nadat Ebert op 24 december een matrozenopstand in Berlijn met gijzeling van de stadscommandant door het leger had laten onderdrukken, waarbij ook enkele doden waren gevallen, trokken de drie USPD-ers zich terug uit de Raad van Volkscommissarissen. Tijdens de Spartacus-opstand van januari 1919 nam de linkervleugel van de USPD deel aan de zijde van de opstandelingen.
In februari 1919 kwam er een Nationale Vergadering bijeen in Weimar. Deze koos een regering met Philipp Scheidemann van de SPD als rijkskanselier en Friedrich Ebert als rijkspresident. Hoewel beide heren in de coalitieregering met de USPD samenwerkten, deden zij dit niet van harte. Na de bijeenkomst van de Nationale Vergadering werd de USPD dan ook van verdere regeringsdeelname uitgesloten. In 1920 trad de USPD uit de Derde Internationale (de Comintern). De rechtervleugel van de USPD, waaronder Hugo Haase, keerde reeds in 1919 weer tot de SPD terug. De linkervleugel sloot zich deels aan bij de KPD (de communistische partij), terwijl een ander deel van de linkervleugel, dat weer anticommunistisch was, onder de naam USPD bleef voortbestaan tot 1922, toen men de naam wijzigde in Vereinigte Sozialdemokratische Partei Deutschlands (VSPD). Deze partij ging in 1924 ter ziele. Tot 1931 was er nog een Socialistische Arbeiderspartij actief. Deze partij was links-socialistisch; ideologisch stond men niet ver van de USPD af, maar men was tegelijkertijd ook weer anticommunistisch.